# Xeromphalina fraxinophila
Xeromphalina fraxinophila là một loài nấm trong họ Mycenaceae. It là một plant pathogen.